# Picrite

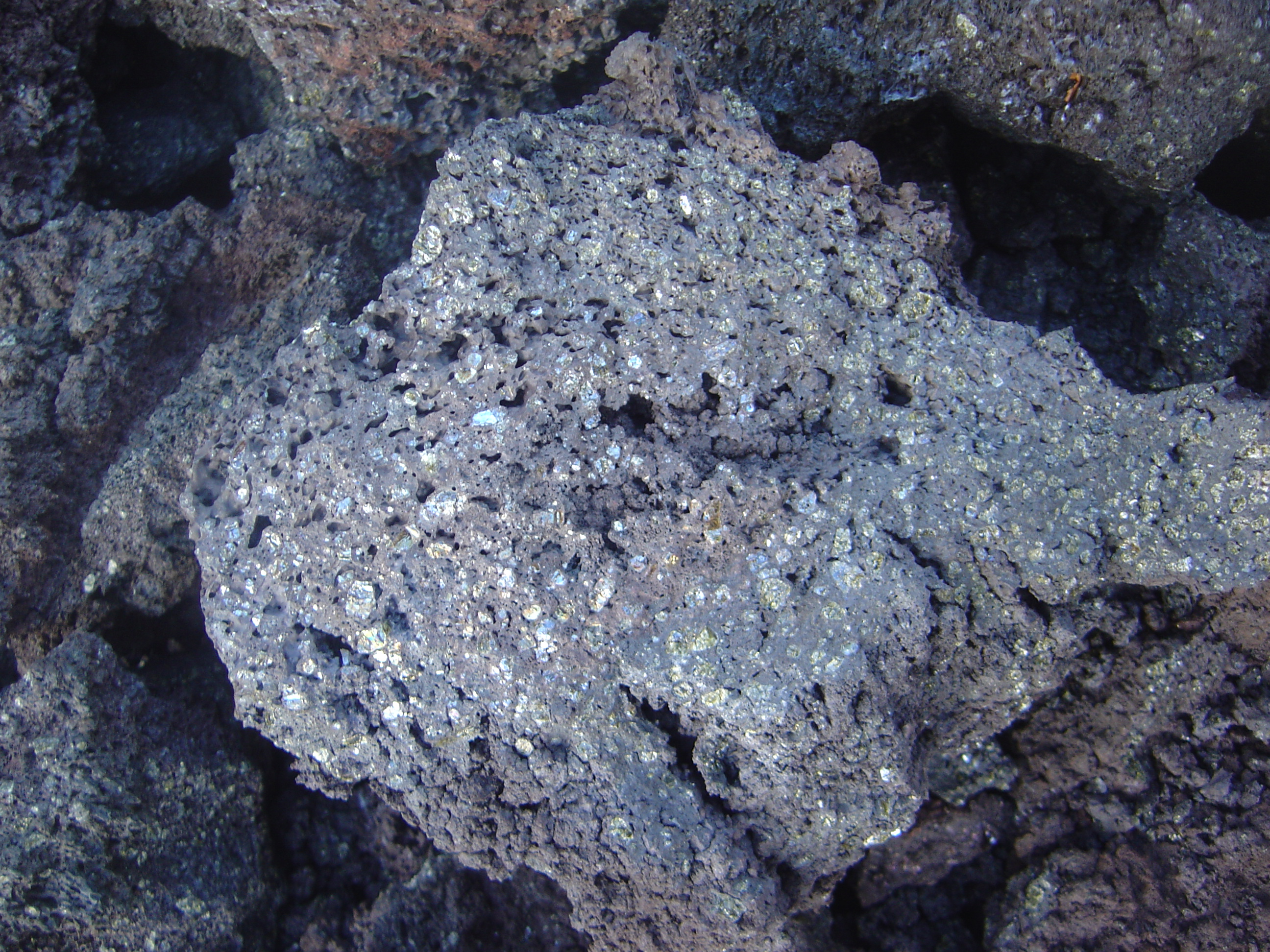
Picrite ou océanite du piton de la Fournaise.

Une picrite est une roche volcanique noire riche en olivine, et minéraux ferro-magnésiens. Les picrites rencontrées dans des îles de point chaud (Hawaï, La Réunion et l'archipel des Comores) sont qualifiées d'océanites. 
Les océanites sont une sorte de basalte qui contient des cristaux d'olivine de grande taille bien visibles à l'œil nu, et en grande quantité (plus de 20 %). Ces cristaux sont englobés dans une pâte comprenant des microlites de plagioclase, du clinopyroxène, de l'olivine et des minéraux opaques. 